# Camille Rambaud
Camille Rambaud, né le 17 mars 1822 et mort le 13 février 1902, est une personnalité catholique française de la ville de Lyon.
Animé par les idéaux du catholicisme social, il est à l'origine de la cité Rambaud, ensemble de logements gratuits pour vieillards construits peu après les inondations françaises de 1856.

## Biographie
Camille Rambaud est né dans la ville de Lyon, rue Lafont le 17 mars 1822. Son père, négociant en soierie, est originaire de Sigoyer, dans les Hautes-Alpes, et sa mère, Catherine Cécile Geoffray, est originaire de la Bresse.
Il est ordonné prêtre en 1861, à l'âge de 39 ans, par monseigneur de Bonald, archevêque de Lyon.

### Opinions
Dreyfusard, Camille Rambaud s'oppose à Édouard Drumont lors de la parution de La France juive.

### Mort et sépulture
Il est mort à la cité Rambaud le 13 février 1902. Ses obsèques ont eu lieu le lendemain à la chapelle de la cité Rambaud.
À la destruction de la cité Rambaud, son corps -ainsi que celui de l'Abbé Dubourg- fut transporté et déposé dans l'église du Cœur Immaculé de Marie, rue Richelieu à Villeurbanne (dans la chapelle du Saint-Sacrement). Lors de la destruction de cette église en 2015, les corps furent transférés au carré des prêtres du cimetière de Loyasse à Lyon.

## Œuvres
- Méthode d’enseignement raisonné (1869).
- Le siège de Metz.
- Six mois de captivité à Koenigsberg.
- La Mère de famille ou la Maîtresse de maison.
- Économie sociale et politique ou science de la vie (1887).
- La Philosophie.